# Yundamindera
Yundamindera är en gruva i Australien. Den ligger i kommunen Leonora och delstaten Western Australia, omkring 670 kilometer nordost om delstatshuvudstaden Perth.
Trakten runt Yundamindera är nära nog obefolkad, med mindre än två invånare per kvadratkilometer.. Det finns inga samhällen i närheten.
Omgivningarna runt Yundamindera är i huvudsak ett öppet busklandskap. Genomsnittlig årsnederbörd är 379 millimeter. Den regnigaste månaden är januari, med i genomsnitt 95 mm nederbörd, och den torraste är augusti, med 9 mm nederbörd.